# Ozero Dobrino
Ozero Dobrino (ryska: Озеро Добрино) är en sjö i Belarus.   Den ligger i voblasten Vitsebsks voblast, i den nordöstra delen av landet, 210 km nordost om huvudstaden Minsk. Ozero Dobrino ligger 146 meter över havet. Arean är 0,26 kvadratkilometer. Den sträcker sig 1,4 kilometer i nord-sydlig riktning, och 0,6 kilometer i öst-västlig riktning.
Omgivningarna runt Ozero Dobrino är en mosaik av jordbruksmark och naturlig växtlighet. Runt Ozero Dobrino är det ganska tätbefolkat, med 139 invånare per kvadratkilometer.